# Fotinós (Réthymnon)
Fotinós, en grec moderne : Φωτεινός, est un village du dème de Réthymnon, en Crète, en Grèce. Selon le recensement de 2011, la population de Fotinós compte 79 habitants. Le village est situé à une altitude de 480 m et à 14,5 km de Réthymnon.

## Recensements de la population
| Recensements | 1900 | 1920 | 1928 | 1940 | 1951 | 1961 | 1971 | 1981 | 1991 | 2001 | 2011 |
| ------------ | ---- | ---- | ---- | ---- | ---- | ---- | ---- | ---- | ---- | ---- | ---- |
| Population   | 40   | 60   | 78   | 117  | 128  | 124  | 89   | 77   | -    | 73   | 79   |